# Fies (EUA)
Fies é uma comunidade não incorporada do condado de Hopkins, estado do Kentucky, nos Estados Unidos.